# وارث (فیلم ۲۰۲۳)
وارث (انگلیسی: Heir) (به هندی: Varisu) فیلم درام اکشن هندی تامیل-زبان، تولید سال ۲۰۲۳ است که کارگردانی ان را وامشی پیدیپالی (Paidipally) بر عهده داشته‌است. بازیگران اصلی فیلم را گروه بازیگرانی از جمله ویجای، راشمیکا ماندانا، آر.ساراتکومار، سریکانت، شمس‌الدین ابراهیم، پرابو، جایاسودا، سنگیتا کریش، پراکاش راج، گانش ونکاترامن، یوگی بابو، وی‌تی‌وی گانش، میم گوپی، ناندینی رای و سومان تشکیل داده‌اند. این فیلم در روز ۱۱ ژانویه ۲۰۲۳، در هفته فستیوال پونگال در کنار فیلم صلابت، به اکران درآمد.

## یادداشت ها
1. ↑  The film was made on a budget of ₹200 crore according to گروه نتورک۱۸,[۲] whereas تایمز هند stated that the film cost ₹280 crore to make.[۳] The budget also includes actor Vijay's remuneration of ₹120–150 crore.[۲][۴]
2. ↑  Puthiya Thalaimurai stated that Varisu grossed ₹290 crore worldwide.[۵] Box Office India stated that the film grossed ₹293 crore worldwide in its lifetime.[۶] تایمز هند stated that the film made ₹310 crore.[۷]